# 長岡杏子
長岡 杏子（ながおか きょうこ、1971年7月4日 - ）は、TBSの社員で元アナウンサー。旧姓、畑（はた）。
秋田県横手市出身。血液型O型。横手市立朝倉小学校、横手市立鳳中学校、秋田県立横手高等学校、慶應義塾大学法学部卒業。

## 来歴・人物
中学時代は各地で行われる弁論大会などで優勝し、高校時代の1989年には、第36回NHK杯全国高校放送コンテストのアナウンス部門で、全国の上位10人に選出（同年、朗読部門で入賞したのが、後に日本テレビアナウンサーとなった魚住理英【魚住りえ】）。
1994年4月、TBSにアナウンサー29期生として入社（同期には進藤晶子）。入社当初は、旧姓の畑 杏子（はた きょうこ）名で出演し、はたきょんの愛称があった。
1998年に出張先で知り合った、当時毎日放送の社員の男性との結婚を機に「長岡」姓を名乗る。
入社以来、報道・情報系番組を主に担当。他のジャンルでは、テレビでゴルフ番組『遊々ゴルフ』を、ラジオでは『伊集院光 日曜日の秘密基地』アシスタントのほか、複数の音楽番組を担当したことがある。
『ブロードキャスター』を経て、2004年10月からは平日昼番組『（特）情報とってもインサイト』→『きょう発プラス!』→『ピンポン!』に出演。2009年3月30日から半年間は、夕方のニュース番組『総力報道!THE NEWS』にてキャスターを担当。同年9月28日からは『ひるおび!』内の『THE NEWS』→『JNNニュース』にてキャスターをそれぞれ歴任。
そんな中、入社21年目で結婚してから16年目となる2014年10月より、初めての産休に入る。同年11月5日、第一子となる長男を出産。
2016年6月までに職場復帰。
2021年7月1日付でライフスタイル事業戦略部長に異動となった。

## 過去の出演番組

### テレビ
- ピンポン! （ニュースコーナー担当）ピンポン休止時は、JNNニュース
- きょう発プラス!
- （特）情報とってもインサイト
- ブロードキャスター（2000年4月 - 2004年9月）[4][5]
- サンデーモーニング（1997年）[4][5]
- ドクターズ・アイ医者がすすめる専門医（BS-i）
- お天気クジラ[4][5]
- JNNイブニング・ニュース（2009年1月2日担当）
- 総力報道!THE NEWS
- ひるおび!・THE NEWS
- 乱!総選挙2012（2012年12月16日）速報キャスター
- JNNニュース平日昼担当（2005年3月28日 - 2009年3月29日 / 2010年3月29日 - 2014年10月1日）
- TBSレビュー（毎月最終日曜）
- 落語研究会（地上波は毎月第3日曜早朝、2012年10月 - 2014年12月 / 2016年6月 - 2021年6月）
- JNNニュース土曜朝→日曜昼→土曜昼担当（2017年7月1日 - 2021年6月）

### ラジオ
- こども音楽コンクール（1994年）[4][5]
- 日本列島ほっと通信（1996年）[4][5]
- ニュースの見張番 （アシスタント）
- サンデー・ミュージックJAM（『SURF&SNOW』を含む。1995年10月 - 1996年10月）
- 土曜ニュースプラザ
- 村田昭治のリラックス×2 （読み方は「リラックス・リラックス」、1998年10月 - 2006年3月） 
独立番組としてスタート。その後、『中村尚登 ニュースプラザ』日曜版→『プレシャスサンデー』シリーズの1コーナー
- 伊集院光 日曜日の秘密基地 （2006年4月 - 2008年3月。月1回、第4日曜日）
- こちら山中デスクです（ナレーター）
- 辻井いつ子の今日の風、なに色?（『プレシャスサンデー』内、2018年2月4日 - 9月30日）
- ラジオアーカイブ（2019年1月6日未明 - 2020年3月29日未明）
- ネットワークトゥデイ[10]（隔週水曜日→隔週火曜日、2017年7月6日 - 2021年6月）[11]
- 東京ポッド許可局（2019年7月9日未明 - 2021年6月）ナレーション